# Соколов, Борис Фёдорович
Борис Фёдорович Соколов (30 октября 1889 — 18 ноября  1979) — эсер, член Всероссийского учредительного собрания, управляющий отделом народного образования и исполняющий обязанности управляющего отделом внутренних дел в пятом составе Временного правительства Северной области в Архангельске с 14 февраля 1920 года до эвакуации.

## Биография
Отец — Фёдор Стахиевич Соколов, выпускник юридического факультета Императорского Санкт-Петербургского университета, чиновник канцелярии главного священника армии и флотов, мать — дворянка Мария Сергеевна, урождённая Верховцева. Дед по отцу из крепостных графини Обручевой. В семье было четверо детей, считая Бориса. В  воспоминаниях Б. Ф. Соколов писал, что в последнем (8-м) классе 5-й гимназии Санкт-Петербурга с ноября 1906 г. по апрель 1907 г. он сидел в тюрьме за хранение нелегальной литературы, однако это утверждение пока не нашло подтверждения в архивах. По другим сведениям, с 1907 г. он находился под полицейским надзором. Член партии эсеров, в 1907 г. подвергся аресту, так как присутствовал на собрании эсеров и социал-демократов об объединении военных организаций, после чего его освободили под залог. Тем не менее окончил Пятую петербургскую гимназию в срок — в 1907 году с хорошими и отличными успехами.
В том же году поступил в Императорский Санкт-Петербургский университет. Специализацию начал в Зоотомическом кабинете  под руководством В. Т. Шевякова. С 1910 года одновременно посещал и Зоологическое отделение Санкт-Петербургской биологической лаборатории под руководством С. И. Метальникова. Летом 1909, 1910 и 1911 годов исследовал механизмы движения грегарин, их систематику и разнообразие на Севастопольской биологической станции. В 1912 году защитил университетскую дипломную работу по протистологии. Тогда же поступил на математическое отделение Санкт-Петербургского университета и оставался его студентом до середины 1915 года, но курс так и не окончил. В 1912 г. Соколов поступил на историко-филологический факультет ИСПбУ. Через год, весной 1913 г., из-за не сданного экзамена по греческому языку ещё за курс гимназии был отчислен. По-видимому, в 1911—1916 годах Соколов получил образование врача-бактериолога на медицинском факультете Санкт-Петербургского Психоневрологического института (документальные подтверждения этому пока не обнаружены). Был  активным сотрудником Санкт-Петербургской Биологической лаборатории, с конца 1915 г. и по начало 1917 г. занимал должность её секретаря. В 1914 году — член хозяйственного комитета и строительной комиссии Лаборатории. Тогда же, в 1914 г., служил помощником директора Биологической лаборатории и руководителя её Зоологического отдела, профессора Метальникова. Предполагается, что к 1917 году  успел сдать магистерские экзамены.
Согласно воспоминаниям Соколова, он был призван в армию в конце 1916 года и служил, в основном, на Юго-Западном фронте, врачом-инфекционистом военно-санитарного поезда Особой армии, вероятно, в звании поручика. Избран председателем Совета Крестьянских депутатов в м. Рожище. Избран гласным ровненской городской думы. Был выдвинут в Учредительное собрание и по Юго-Западному фронту и по Волынской губернии.
В конце 1917 года избран во Всероссийское учредительное собрание от Юго-Западного фронта по списку № 1 (эсеры и Совет Крестьянских Депутатов фронта). Избран председателем его военной комиссии, пытался организовать вооруженную защиту Учредительного собрания. Участвовал в единственном заседании Учредительного собрания 5 января 1918 г. в Петрограде. В начале 1918 г. — член редакции ежедневной четырёхстраничной газеты «Серая Шинель» (с 4-го выпуска «Простреленная Серая Шинель»), издаваемой солдатскими комитетами Преображенского и Семёновского полков в Петрограде. Во время арестов членов УС две недели скрывался в анатомическом музее в подвале Биологической лаборатории.
Уехал на фронт, оттуда в Киев, где был демобилизован. В Киеве при власти гетмана П. П. Скоропадского некоторое время работал  в Бактериологическом институте при университете.
В 1918 состоял в Комуче, затем в декабре 1918 г. выехал через Сибирь и Японию во Францию. В 1919 году вернулся в Россию. В январе 1920 г. был назначен управляющим отделом народного образования в пятом составе правительства Северной области. При эвакуации из Архангельска в феврале 1920 г. высажен по распоряжению генерала Е. К. Миллера с ледокольного парохода «Козьма Минин», и был арестован большевиками. Весной 1920 года выпущен на свободу, вернулся в Петроград.
Согласно своим воспоминаниям, помог выехать из Петрограда семье А. Ф. Керенского. По подложным документам, полученным через эстонского консула, он и первая жена А. Ф. Керенского, Ольга Леонидовна, с двумя детьми выехали в Ревель в августе 1920 года.
Жил и работал в Брюсселе, позже в Ницце и на Русской зоологической станции в Вильфранш-сюр-Мер. Участник совещания членов УС в 1921 г. в Париже. В 1924 году защитил магистерскую диссертацию по протистологии в Праге, при Карловом университете.
В начале 1928 г. Б. Ф. Соколов добился возможности поехать в США в качестве волонтера Рокфеллеровского института медицинских исследований в Нью-Йорке. Позже работал в Колумбийском университете и в Вашингтонском университете в Сент-Луисе.
В 1947 г. переехал во Флориду, где возглавил лабораторию исследований рака в Лейкленде, и работал в ней до конца жизни.
С 1963 по 1979 год — редактор журнала по физиологии роста Growth, США.
Являлся членом Американской ассоциации исследований рака, Американского химического общества, Американского общества редакторов-биологов, Королевского медицинского общества и Королевского общества искусства и литературы.

## Отзывы современников
- «Неутомимый заика» — В. А. Догель.

## Семья
- Первая жена — И. Жаковская, осталась с дочерью в Петрограде
  - Дочь — Л. Б. Соколова
- Вторая жена (с 1920) — Мария В. Комарова (1895—1984), сестра милосердия, работавшая в Северной Области и эвакуировавшаяся из Архангельска на ледоколе «Минин».
  - Сын — Борис (англ. Boris Sokoloff Jr., 20 июля 1924, Ницца — 8 декабря 2012[5], хоспис "Брайтон-Гарденс"), выпускник  Школы международных отношений имени Вудро Вильсона при Принстонском университете и Школы государственного права и управления при Колумбийском университете, председатель корпорации Union Carbide по Ближнему Востоку и Африке[6].
- Третья жена — Элис Хант-Соколофф (англ. Alice Hunt Sokoloff (3 июня 1912, Нью-Йорк — 29 апреля 2006, Сан Валли, Айдахо)[7]
  - Сын — Кирилл[6] (англ. Kiril Sokoloff, род. 9 ноября 1947 г.)[8], живёт в Бока-Ратон, Флорида и Сан-Валли (Айдахо), основатель инвестиционной компании  13D Research, Inc[англ.], автор и публикатор международного информационного бюллетеня  "Что я выучил за эту неделю" (What I Learned This Week, выходит на английском и китайском)[9].
- Сестра — Лидия (1890—?)[2]
- Сестра — Наталия (1892—?), близняшка Варвары[2]
- Сестра —  Варвара (1892—?), близняшка Наталии[2]

## Труды

### Книги
- На повороте. Рассказы и очерки из советской жизни. 1928, Русское книгоиздательство в Париже. Jacques Povolozky & Co Editeurs.
- Мятеж или искание. 1921, Прага. Издательство Наша речь.
- Le voyage de Cachin et de Frossard dans la Russie des Soviets (faits et documents); traduit du russe par Lydia Krestovsky. Paris : Povolozky (1920)
- Silhouettes tchèques. - Paris : Les Cahiers Blancs, [1926]. - 76 , [3] c. - (Collection "Les Cahiers Blancs") [О Эдварде Бенеше (1884—1948)]
- The achievement of happiness. New York:, Simon and Schuster, 1935. 271 p.
- Penicillin : a dramatic story. London : Allen and Unwin, 1946
- The White Nights (1956)
- «На берегах Невы» (1973)

### Статьи

#### По биологии
- Соколов Б. К вопросу о движении грегарин. Труды ИСПб Общ. Естествоиспытателей. 1911. Т. 62. Вып. 5—6. С. 250—253;
- Соколов Б. К физиологии простейших. Труды ИСПб Общ. Естествоиспытателей. 1912. Т. 63. Вып. 1. С. 28—39;
- Соколов Б. К действию солей на простейших. 1913. Изв. СПб Биол. лаборатории. 1913. Т. 13. Вып. 1. С. 1—21

## Адреса
- Санкт-Петербург, Канонерский переулок (ныне ул. Пасторова), д. 6

### Рекомендуемые источники
- Growth. 1979. Vol. 43: 217—220. (некролог)